# Telescopio refractor

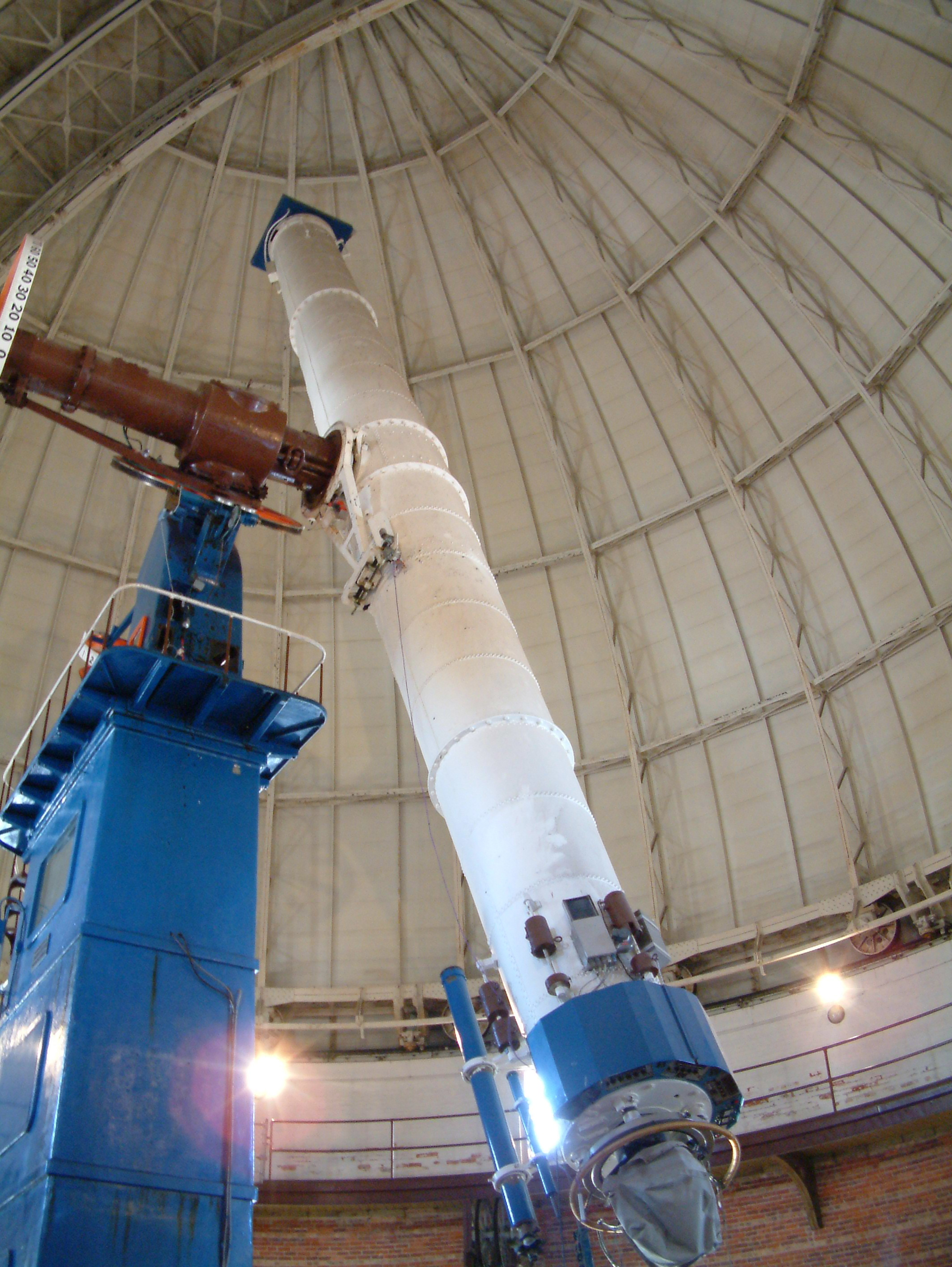
Telescopio de 102 cm de diámetro del Observatorio Yerkes fabricado por Alvan Clark & Sons en 1897, el mayor refractor del mundo todavía en servicio

Un telescopio refractor es un sistema óptico centrado, que capta imágenes de objetos lejanos utilizando un conjunto de lentes  en las que la luz se refracta. La refracción de la luz en la lente del objetivo hace que los rayos paralelos, procedentes de un objeto muy alejado (en el infinito), converjan sobre un punto del plano focal. Esto permite mostrar los objetos lejanos mayores y más brillantes.
Este tipo de telescopios son muy comunes en la astronomía para aficionados y en algunos telescopios solares (para los que se usan filtros), y durante casi 300 años (entre 1600 y 1900 aproximadamente) se convirtieron en el principal tipo de instrumento de trabajo de los más destacados observatorios del mundo. Sin embargo, existen importantes dificultades técnicas que impiden realizar telescopios refractores de amplias dimensiones y de gran apertura, ya que resulta difícil elaborar lentes útiles de gran tamaño y suficientemente ligeras para ser utilizadas como objetivos. Por otro lado, existen problemas de calidad de la imagen debido a pequeñas burbujas de aire atrapadas en el cristal de la lente principal, y además, el material de la lente resulta opaco a determinadas longitudes de onda, por lo que se pierde sensibilidad en algunas partes del espectro lumínico. La mayoría de estos problemas se resuelven utilizando un telescopio reflector.
El problema de la aberraciones cromáticas se corrige parcialmente con lentes apocromáticas, aunque este tipo de telescopio tiene un elevado precio.

## Reseña histórica
El telescopio refractor fue el primer tipo de telescopio óptico y su invención no puede ser atribuida con precisión. Algunos escritos sugieren que se había desarrollado un prototipo en la década de 1550, pero los primeros ejemplos descritos explícitamente vienen de Italia (1590) y del norte de Europa (Países Bajos, alrededor de 1608). Giambattista della Porta lo menciona en su libro  La Magie naturelle (1589). Posteriormente, varias personas trataron de obtener una patente: Hans Lippershey, quien fue el primero en hacer una demostración concreta de uno con una magnificación de tres aumentos a finales de septiembre de 1608; Zacharias Janssen, que fabricó un instrumento que habría vendido en la feria de otoño en Fráncfort en septiembre de 1608; y Jacob Metius de Alkmaar. Este último es apoyado por Descartes, que habla en 1637 de esta invención en el comienzo de su Dioptrique:

Pero, para vergüenza de nuestras ciencias, esta invención, tan útil y admirable, no ha sido encontrada primeramente más que por experiencia y fortuna. Hace alrededor de treinta años, un hombre llamado Jacques Metius, de la ciudad de Alkmaar en Holanda, un hombre que nunca había estudiado, a pesar de que tenía un padre y un hermano que hicieron profesión de las matemáticas, pero que tenía un placer especial en hacer espejos y lentes brillantes, componiéndolas incluso en invierno con el hielo, así que la experiencia ha demostrado que se puede hacer, teniendo en esta ocasión varios vidrios de diferentes formas, pensó por gusto en mirar a través de dos, siendo uno un poco más grueso en el centro que en los extremos, y el otro al contrario mucho más grueso en los extremos que en el centro, y los aplicó tan felizmente en ambos extremos de una tubería, que la primera de las lentes de que hablamos, fue así compuesta.
Mais, à la honte de nos sciences, cette invention, si utile et si admirable, n'a premièrement été trouvée que par l'expérience et la fortune. Il y a environ trente ans, qu'un nommé Jacques Metius, de la ville d'Alkmaar en Hollande, homme qui n'avait jamais étudié, bien qu'il eût un père et un frère qui ont fait profession des mathématiques, mais qui prenait particulièrement plaisir à faire des miroirs et verres brûlants, en composant même l'hiver avec de la glace, ainsi que l'expérience a montré qu'on en peut faire, ayant à cette occasion plusieurs verres de diverses formes, s'avisa par bonheur de regarder au travers de deux, dont l'un était un peu plus épais au milieu qu'aux extrémités, et l'autre au contraire beaucoup plus épais aux extrémités qu'au milieu, et il les appliqua si heureusement aux deux bouts d'un tuyau, que la première des lunettes dont nous parlons, en fut composée.
Dioptrique (1637), René Descartes

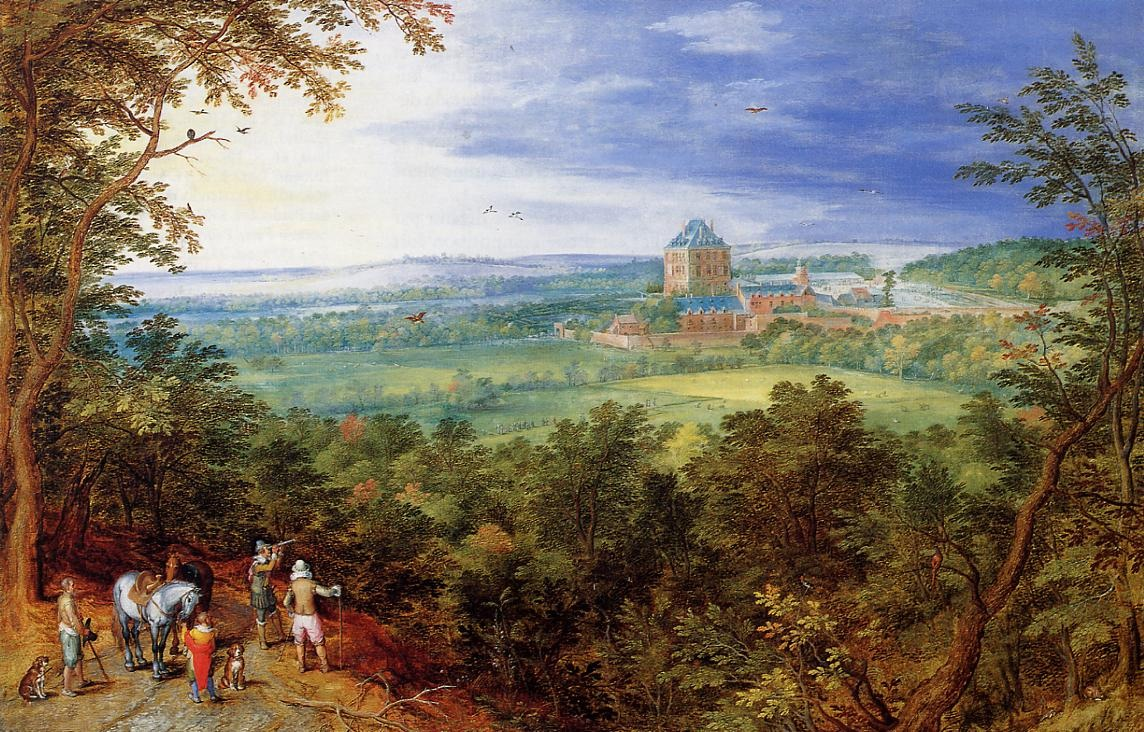
La primera representación conocida de un telescopio apareció en esta obra de Jan Bruegel el Viejo, Paysage sur le château de Mariemont

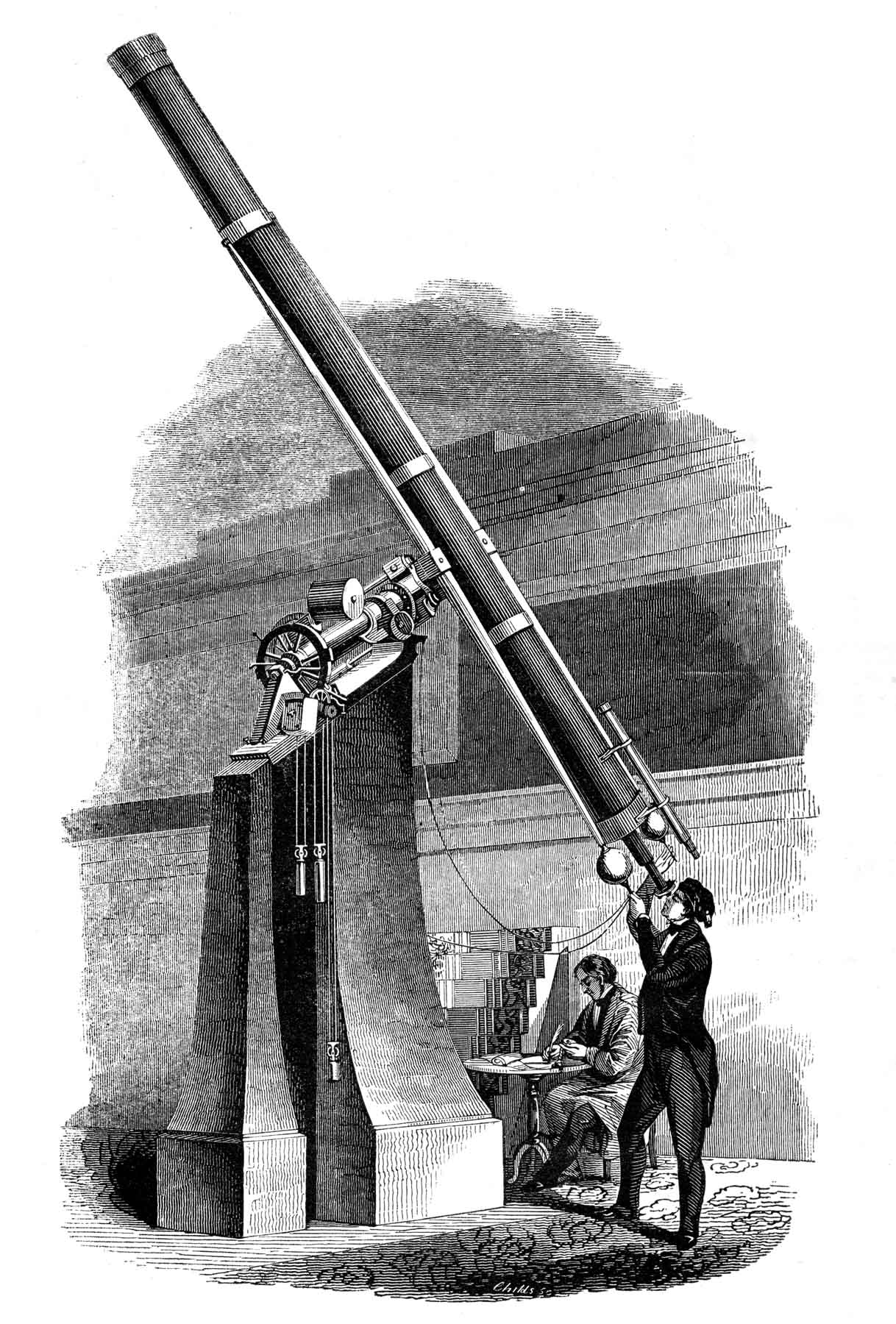
Observatorio de Cincinnati, G. & S. Merz. (ilustración de la obra 'Smith Illustrated Astronomy', de 1848).

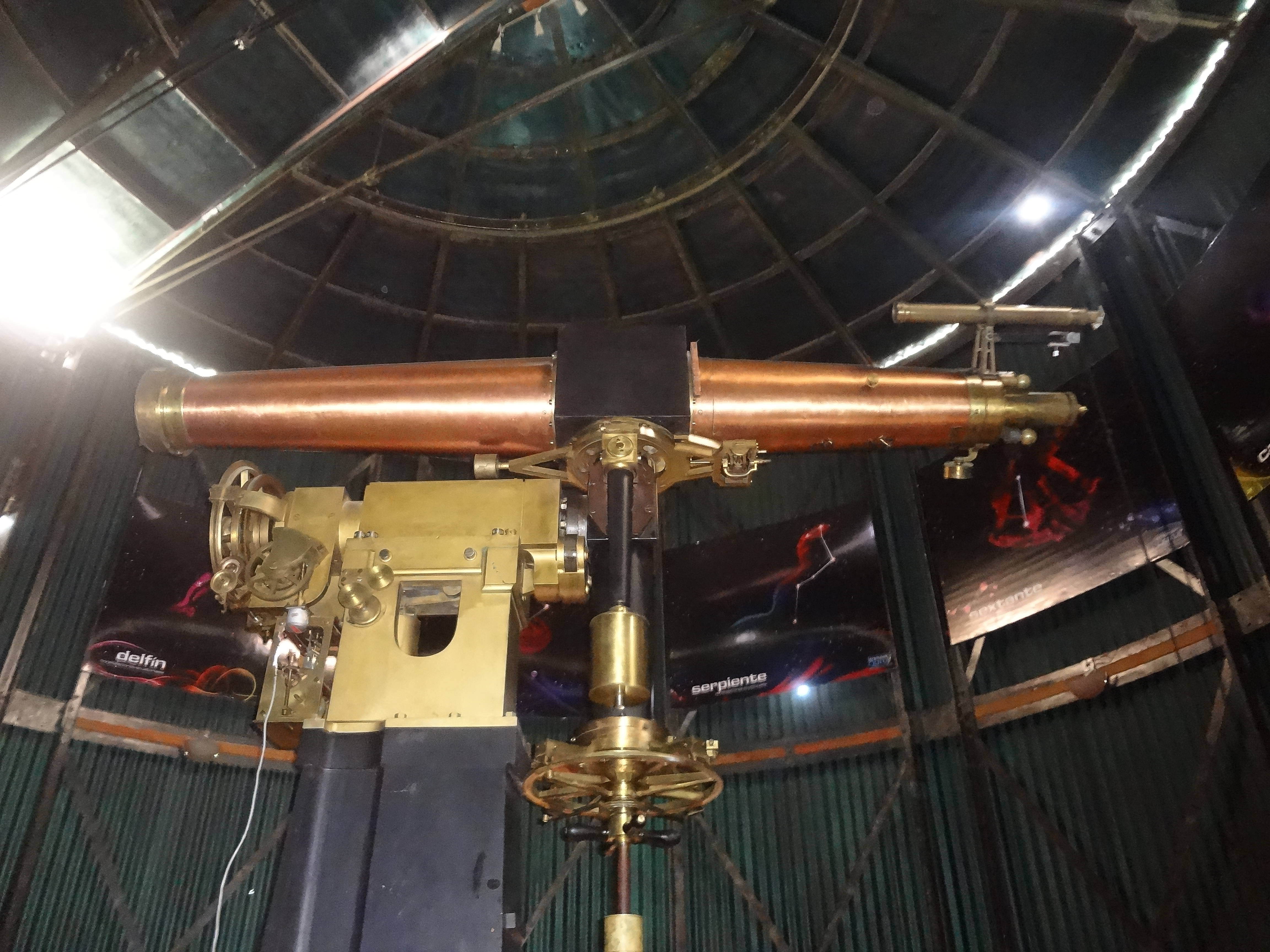
Antiguo refractor del Observatorio Astronómico de Quito

Una vez que el telescopio fue conocido y comenzó a extenderse, varias personas, entre ellas Thomas Harriot y Christoph Scheiner, lo enfocaron hacia el cielo a principios de 1609 para observar objetos celestes. Pero fue Galileo Galilei quien, desde agosto de 1609, estableció realmente el telescopio como instrumento de observación astronómica para el conjunto de sus descubrimientos celestes y, especialmente, por la mirada nueva que llevó al cielo y a los objetos que contemplaba, maravillándose de los fenómenos que veía y estudiaba. Galileo, estando en Venecia aproximadamente en el mes de mayo, se había enterado de la invención y había construido una versión propia. Comunicó entonces los detalles de su invención en público y presentó su propio instrumento al dogo Leonardo Donato en una sesión ante el consejo. Construyó sus propias lentes y en un principio les dio un aumento de seis en lugar de tres, para ir aumentando gradualmente a 20 y después a 30.
La primera representación conocida de un telescopio es una obra de Jan Bruegel el Viejo, Paysage sur le château de Mariemont, en la que el archiduque Alberto de Habsburgo tiene el instrumento.
Según algunos investigadores, quien supuestamente habría inventado el telescopio sería el óptico catalán Juan Roget en 1590, cuyo invento habría sido copiado por Zacharias Janssen.
Tras los diseños pioneros de Galileo, a medida que se construyeron telescopios cada vez más potentes, el problema de la aberración cromática supuso un grave factor limitante de su calidad de imagen. Para evitar este problema se desarrollaron los telescopios keplerianos diseñados con enormes distancias focales, factor que los hacía muy poco manejables. Estas limitaciones de los telescopios refractores llevaron al primer desarrollo de los telescopios de espejo, que a finales del siglo XVIII habían alcanzado un considerable avance de la mano de William Herschel.
Sin embargo, el progreso del diseño de lentes acromáticas de la mano de John Dollond durante el siglo XVIII, puso las bases de la época de los grandes refractores, que se inició en 1820 con el primer telescopio refractor acromático de 9 pulgadas construido por Joseph von Fraunhofer para el Observatorio de Dorpat, en Estonia. Los problemas de mantenimiento de los espejos metálicos de la época, hicieron que los instrumentos refractores pasaran a ser de nuevo los favoritos de los astrónomos.
A lo largo del siglo XIX se produjo la fundación de numerosos observatorios por todo el mundo (tanto estatales como privados), que competían por poseer el mejor telescopio, lo que se tradujo en una "carrera" por fabricar lentes de mayor diámetro cada vez. Así, en los 80 años transcurridos entre 1820 y 1900, se pasó de los 22,8 cm de diámetro del telescopio de Fraunhofer, a los 125 cm del Telescopio de la Gran Exposición Universal de París (1900), con el que se alcanzó el límite técnico de los refractores, condicionados por dificultades de fabricación y por el problema del flechado de las lentes.
Durante este período, un puñado de destacados constructores cimentaron su prestigio con ambiciosas realizaciones, como G. & S. Merz (empresa continuadora de la obra de Fraunhofer); John Brashear; Carl Zeiss; los hermanos Henry; o Alvan Clark & Sons (fabricante en 1897 de la mayor lente todavía en servicio, la del telescopio del Observatorio Yerkes, con 102 cm de diámetro).
A pesar del auge de los telescopios reflectores durante el siglo XX (gracias primero a la mejora de las técnicas del plateado de espejos a finales del siglo XIX, y posteriormente al desarrollo de las técnicas de espejos segmentados apoyadas en el avance de los ordenadores), realizaciones como el telescopio refractor de 98 cm de diámetro del Observatorio del Roque de los Muchachos inaugurado en el año 2002, confirman que este tipo de instrumentos siguen manteniendo su vigencia en determinadas tareas astronómicas, como la observación solar.

## Diseños de telescopios refractores
Todos los telescopios refractores usan los mismos principios. La combinación de lentes del objetivo y de algún tipo de ocular se emplea para reunir más luz de la que el ojo humano es capaz de recoger por sí mismo, para presentar al observador una imagen virtual aumentada y con mayor brillo y claridad.
El objetivo en un telescopio refractor sirve para que rayos de luz paralelos al eje del instrumento sometidos al fenómeno físico de la refracción converjan en un punto focal; mientras que los no paralelos convergen en un plano focal. El telescopio convierte un haz de rayos paralelos que forman un ángulo α con su eje óptico en un segundo haz paralelo con un ángulo β. La relación β/α se denomina ampliación angular. Es igual a la relación entre los tamaños de imagen en la retina obtenidos con y sin el telescopio.
Los telescopios refractores pueden adoptar muchas configuraciones diferentes para corregir la orientación de la imagen y los tipos de aberración. Debido a que la imagen se forma mediante la flexión de la luz o refracción, estos instrumentos ópticos se denominan "telescopios refractores" o simplemente "refractores".

### Telescopio galileano

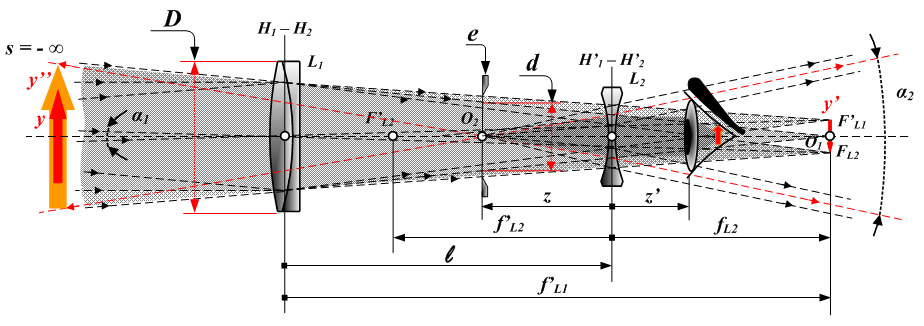
Diagrama óptico de un telescopio galileano:
y – Objeto distante; y′ – Imagen real en el objetivo; y″ – Imagen virtual ampliada en el ocular;
D – Diámetro de entrada de la pupila; d – Diámetro virtual de salida de la pupila; L1 – Lente del objetivo; L2 – Lente del ocular e – Pupila virtual de salida – Relaciones del telescopio

El diseño de Galileo Galilei utilizado en 1609 es comúnmente llamado telescopio galileano. Utilizó una lente convergente en el objetivo (plano-convexa) y una lente divergente (plano-cóncava) en el ocular (Galileo, 1610). Un telescopio galileano, dado que el diseño no tiene foco intermedio, da lugar a una imagen no invertida y vertical.
El mejor telescopio de Galileo lograba una magnificación de 30 veces. Debido a los defectos en su diseño, como la forma de la lente y el estrecho campo de visión, las imágenes estaban borrosas y distorsionadas. A pesar de estos defectos, el telescopio todavía era lo suficientemente bueno como para que Galileo explorara el cielo. El telescopio galileano podía detectar las fases de Venus, y fue capaz de ver cráteres en la Luna y cuatro lunas orbitando Júpiter.
Los rayos paralelos de luz procedentes de un objeto distante (y) son llevados a un punto en el plano focal del objetivo (F' L1 / y'). La lente (divergente) del ocular (L2) intercepta estos rayos y los hace paralelos una vez más. Los rayos de luz no paralelos procedentes del objeto que se desplaza en un ángulo α1 con respecto al eje óptico se desplazan a un ángulo mayor (α2>α1) después de pasar a través del ocular. Esto conduce a un aumento en el tamaño angular aparente y es responsable de la ampliación percibida.
La imagen final (y') es una imagen virtual, ubicada en el infinito y con la misma forma que el objeto.

### Telescopio kepleriano

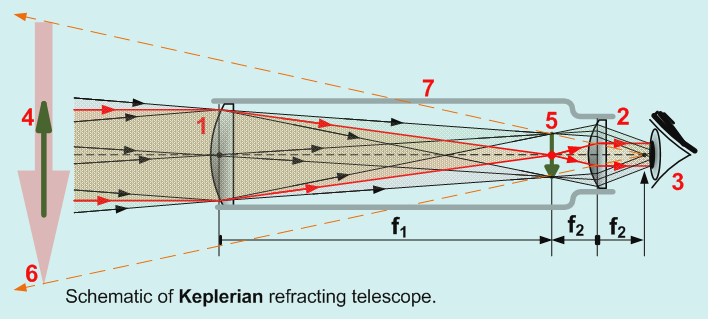
Diagrama óptico de un telescopio kepleriano:
La flecha en (4) es una representación esquemática de la imagen original; la flecha en (5) es la imagen invertida en el plano focal; la flecha en (6) es la imagen virtual que se forma en la esfera visual del espectador. Los rayos rojos producen el punto medio de la flecha; otros dos conjuntos de rayos (en negro) producen la cabeza y la cola.

El telescopio kepleriano, inventado por Johannes Kepler en 1611, es una mejora del diseño de Galileo. Utiliza una lente convexa en el ocular en lugar de la cóncava del modelo de Galileo. La ventaja de esta disposición es que los rayos de luz que emergen del ocular son convergentes. Esto permite un campo de visión mucho más amplio y un mayor detalle, pero la imagen para el espectador se invierte. Con este diseño se pueden alcanzar aumentos considerablemente más altos, pero para superar las aberraciones, la lente simple del objetivo necesita tener un relación focal f muy alta (Johannes Hevelius construyó instrumentos con una distancia focal de 46 m, e incluso se construyeron "telescopios aéreos" sin tubo con mayores distancias). El diseño también permite el uso de un micrómetro en el plano focal (utilizado para determinar el tamaño angular y/o la distancia hasta los objetos observados).

### Refractores acromáticos
La lente refractiva acromática fue inventada en 1733 por un abogado inglés llamado Chester Moore Hall, aunque fue independientemente inventada y patentada por John Dollond alrededor de 1758. El diseño superó la necesidad de longitudes focales muy largas en los telescopios refractores usando un objetivo confeccionado con dos piezas de vidrio con diferentes índices de dispersión, "vidrio crown" y "vidrio flint", limitando los efectos de la aberración cromática y de la aberración esférica. Los dos lados de cada pieza son amolados y pulidos, y luego las dos piezas se ensamblan juntas. Las lentes acromáticas se diseñan para que dos longitudesd de onda (típicamente el rojo y el azul) se enfoquen en el mismo plano. La era de los grandes refractores en el siglo XIX vio la fabricación de enormes lentes acromáticas, culminando con el refractor acromático más grande jamás construido, el Telescopio de la Gran Exposición Universal de París (1900), en el que se utilizó una lente de 125 cm de diámetro.

### Refractores apocromáticos
Los refractores apocromáticos tienen objetivos construidos con materiales especiales de dispersión extraordinariamente baja. Están diseñados para enfocar tres longitudes de onda (típicamente rojo, verde y azul) en el mismo plano. El error de color residual (espectro terciario) puede ser hasta un orden de magnitud menor que el de una lente acromática. Tales telescopios contienen elementos de fluorita o vidrio especial de dispersión extra-baja (ED) en el objetivo y producen una gran nitidez de imagen que está prácticamente libre de aberración cromática. Debido a los materiales especiales necesarios en la fabricación, los refractores  apocromáticos son generalmente más caros que los telescopios de otros tipos con una apertura comparable.